# Tratado de Lisboa (1667)
El Tratado de Lisboa firmado el 31 de marzo de 1667 entre Francia y Portugal supuso la formación de una alianza ofensiva y defensiva de diez años de duración entre los dos firmantes para enfrentarse a España. Francia había ayudado a Portugal en su conflicto con esta y el agosto de 1666 María Francisca de Saboya había desposado al rey portugués Alfonso VI. Como consecuencia del tratado y de la necesidad española de concentrar sus principales fuerzas en la guerra ibérica, Francia pudo desencadenar más fácilmente la guerra de Devolución contra los Países Bajos Españoles.
Francia se comprometía a atacar a España tan pronto como firmase la paz con Inglaterra y en todo caso antes de transcurridos treinta meses. La alianza a partir de entonces debía durar al menos diez años y no debía concluir antes sin que España reconociese la independencia portuguesa y devolviese a los coligados los territorios que reclamaban. Francia asumía además el papel de mediador entre su nuevo aliado y las Provincias Unidas, con el objetivo de que estas le restituyesen a aquel ciertas posesiones.